# Sebastião Nogueira de Lima
Sebastião Nogueira de Lima (Casa Branca, 3 de novembro de 1881 — São Paulo, 2 de agosto de 1964) foi um advogado e político brasileiro.

## Carreira
Em sua vida pública foi durante vários mandatos presidente da câmara municipal do município de Piracicaba, interventor federal no estado de São Paulo por um breve período, de 27 de outubro a 7 de novembro de 1945 e uma série de outros cargos públicos.
Filho de Francisco Eugênio de Lima e Altina Etelvina Nogueira de Lima e neto de José Caetano de Lima (barão de Moji-Guaçu).
Diplomou-se pela Faculdade de Direito de São Paulo em dezembro de 1904. Foi delegado de Polícia em Patrocínio de Sapucaí (hoje Patrocínio Paulista), depois promovido para Delegado de Polícia em Araras e mais tarde em Pindamonhangaba.
De 1907 a 1913, foi delegado de Polícia de Piracicaba. Depois de 1913, dedicou-se a carreira de advogado em Piracicaba, onde foi o primeiro juiz de paz da cidade. Em dezembro de 1941, foi para o Ministério Público como 3º curador de Acidente de Trabalho em São Paulo.
De maio a novembro de 1943 foi procurador-geral do Estado, cargo que deixou para assumir a Secretaria de Educação e Saúde do Estado, de São Paulo cargo que ocupou até 1945. Em paralelo foi secretario de Segurança Pública do Estado de São Paulo. Em julho de 1945, foi nomeado secretário da Justiça e Negócios do Interior.
Foi interventor federal no estado de São Paulo, de 27 de outubro a 7 de novembro de 1945. Em março de 1946, foi nomeado membro e designado presidente do Conselho Administrativo do Estado. 
Em 1947, tornou-se ministro do Tribunal de Contas do Estado de São Paulo donde foi o primeiro Presidente até 1949. Aposentou-se como Ministro do Tribunal de Contas em 1953. 